# Rocca la Meja
Rocca la Meja (2.831 m s.l.m.) è una montagna delle Alpi Cozie situata in alta valle Maira nel territorio del comune di Canosio.

## Caratteristiche

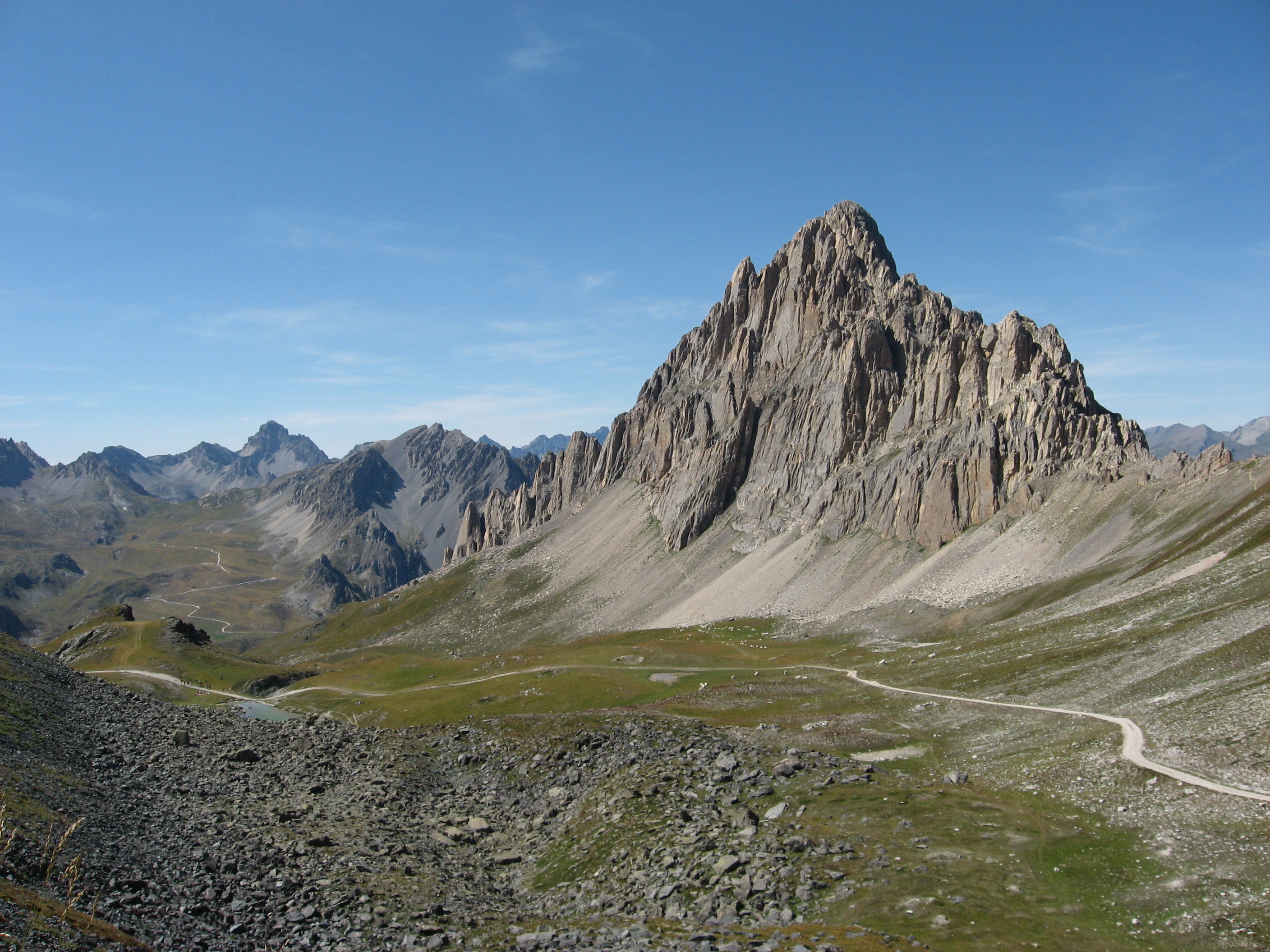
Rocca La Meja vista dal Colle d'Ancoccia

Si trova in valle Maira, in comune di Canosio, e sovrasta gli altipiani della Gardetta, della Margherina e della Bandia.
È il punto culminante di una cresta secondaria che, diramando dal colle della Fauniera, si dirige in direzione ovest-nord-ovest, passando per la cima di Test, il colle del Mulo, il Becco Grande, il colletto della Meja, per poi salire alla vetta; da qui, nella stessa direzione, la cresta scende al colle del Preit, poi risale ancora al bric Servino ed al monte Cassorso. La cresta separa l'altopiano della Gardetta dall'asta principale della valle Maira.
La montagna, come tutta la cresta su cui sorge, è costituita da calcari dolomitici, a stratificazione quasi verticale, che fanno sì che la cresta sia notevolmente affilata. Vista da sud e da nord, ha un tipico aspetto piramidale; da est e da ovest invece presenta un profilo molto slanciato, che evidenzia la stratificazione.
Quasi in corrispondenza del culmine della cresta c'è un livello maggiormente eroso, corrispondente ad una serie di strati in cui ai calcari dolomitici originali si è sovrapposta della cenere vulcanica.
Il nome, di origine occitana, può essere fatto risalire alla radice latina medianus. Il significato preciso è oggetto di discussione; secondo alcune fonti si riferisce alla posizione della montagna, centrale rispetto al territorio circostante, mentre secondo Michelangelo Bruno il nome significa punta mediana, del mezzodì, e si riferirebbe al fatto che è esattamente a sud dell'abitato di Canosio.

## Ascensione alla vetta

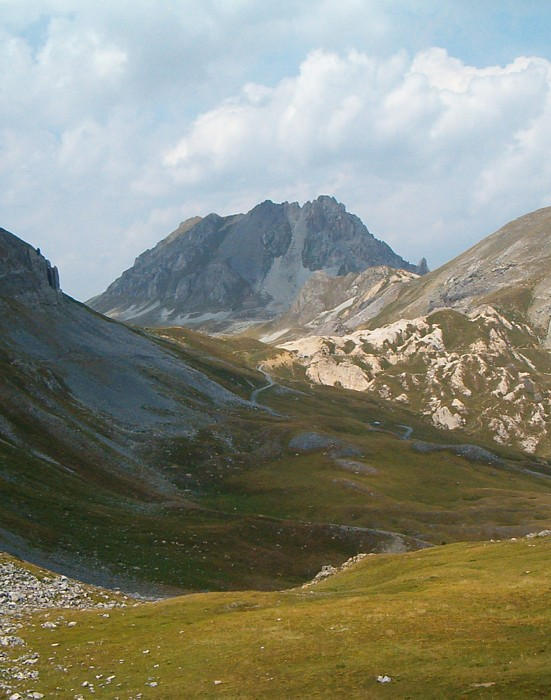
Rocca la Meja vista dalla zona del Colle Valcavera

### Prima ascensione
La prima ascensione documentata si deve a Giovanni Bobba, alpinista e scrittore, che raggiunse la vetta il 17 settembre 1895 insieme a due ufficiali degli Alpini, risalendo la cresta sud-est, e scendendo per il versante sud.

### Via normale
La via normale si sviluppa sul versante sud, e segue una cengia diagonale da sinistra a destra fino quasi a raggiungere la cresta sud-est. Qui si piega a sinistra e si risale un evidente canalino, generato dall'erosione degli strati di origine vulcanica descritti in precedenza. Superato il canalino, si risale ancora per traccia di sentiero fino alla vetta. Il percorso è di tipo alpinistico, con grado di difficoltà valutato in F, ed alcuni passaggi di arrampicata; in particolare, nel canalino sommitale si deve superare un masso incastrato (II grado).
Dalla vetta si gode di un bel panorama sull'intero arco alpino occidentale, dalle Alpi Liguri e Marittime sino al Monte Rosa.
L'avvicinamento può avvenire dalla valle Maira, passando per il colle del Preit o per il passo della Gardetta; oppure dalle valli Grana e Stura, risalendo al colle di Valcavera per la strada che unisce Castelmagno a Demonte.

### Altre vie
I primi salitori percorsero la cresta sud-est, che rappresenta un itinerario alternativo. Tale salita è decisamente di tipo alpinistico, con difficoltà valutata in PD. Sul versante settentrionale si sviluppa una via di salita che sfrutta un canale a nord-nord-ovest della vetta per salire in cresta, seguendo la quale si raggiunge la cima. Questa via è valutata come PD+. La rocca presenta inoltre numerose vie di arrampicata, principalmente sul versante sud, con difficoltà che vanno dal 5c al 7b.